# Nils Asther
Nils Anton Alfhild Asther (17. januar 1897 – 13. oktober 1981) var en svensk skuespiller. Hans mor Hildegard Augusta Åkerlund, også kendt som Hilda Åkerlund, (født 3. november 1869 i Södra Sallerup ved Malmø) fødte ham udenfor ægteskab i Sankt Matthæus Sogn på Vesterbro i København. Hun giftede sig året efter (29. maj 1898 i Sankt Petri, Malmø) med barnets far Anton Andersson Asther (født 21. februar 1865 i Caroli sogn, Malmø). Nils´s halvbror Gunnar Anton Asther (født 4. marts 1892 i Caroli, Malmø) var barn af farens tidligere forhold/ægteskab.
Biografi
Han blev uddannet på Teaterhögskolan i Stockholm. Han blev opdaget af filminstruktøren Mauritz Stiller der engagerede ham til filmen Vingarne (1916). Efter teaterhøjskolen kom han til København hvor han optrådte på teatre og indspillede en række stumfilm. I 1923 indledte han en karriere som filmskuespiller i Tyskland og i 1927 tog han videre til Hollywood. Hans smukke udseende gav ham tilnavnet "Den mandlige Greta Garbo" og hovedrollen i en række film hvor han spillede overfor sådanne filmstjerner som Pola Negri, Marion Davies, Joan Crawford og Greta Garbo som han medvirkede med i to film.
Med tonefilmen begyndte han at tage sprogundervisning for at minimere hans accent. Alligevel begyndte hans Hollywood-karriere at rende ud i løber af 1940'erne. Han returnerede til Sverige hvor han fortsatte med at optræde på teater og medvirke i fjernsyn til han døde i 1981.
Alt i alt medvirkede han i omkring 70 film. Nils Asther har fået sin egen stjerne på Hollywood Walk of Fame for sine bidrag til film. Stjernen er på 6705 Hollywood Boulevard.

## Filmografi
| Danske: - 1917 – Hittebarnet (som Kurt, Davies' søn; instruktør Holger-Madsen) - 1918 – Himmelskibet (som Mars-beboer; instruktør Holger-Madsen) - 1918 – Retten sejrer (instruktør Holger-Madsen) - 1918 – Solen, der dræbte (som Jan, Elsbeths søn af første ægteskab; instruktør Hjalmar Davidsen) - 1941 – Wienerbarnet (som Charles Dupont; instruktør A.W. Sandberg) - 1963 – Gudrun (som direktør Roscoe; instruktør Anker Sørensen) | Svenske (i udvalg): - 1916 – Vingarne - 1920 – Gyurkovicsarna - 1922 – Vem dömer - 1923 – Norrtullsligan - 1924 – Carl XII:s kurir - 1960 – När mörkret faller - 1961 – Svenska Floyd - 1962 – Vita frun | Amerikanske (i udvalg): - 1927 – Sorrell and Son - 1928 – Laugh, Clown, Laugh - 1928 – Our Dancing Daughters - 1929 – Wild Orchids - 1930 – The Sea Bat - 1933 – The Bitter Tea of General Yen - 1942 – Night Monster - 1944 – Bluebeard |